# Premiér Austrálie
Premiér Austrálie je předseda australské vlády. Jmenuje jej generální guvernér Austrálie, a to od vzniku federalizovaného Australského svazu v roce 1901. 
Současným premiérem je od 23. května 2022 Anthony Albanese za Australské strany práce, jenž nahradil Scotta Morrisona.